# Ернст (Австрия)
Ернст I фон Бабенберг Смели (на немски: Ernst von Babenberg, der Tapfere; * 1027, † 10 юни 1075) от род Бабенберги, е от 1055 до 1075 г. маркграф на Австрия.

## Произход
Той е син на 3-ти маркграф Адалберт I († 26 май 1055) и на втората му съпруга Фроца Орсеоло (или Фровила, преименувана на Аделхайд, † 17 февруари 1071), дъщеря на 27-ия венециански дож Отоне Орсеоло и Мария Арпад, дъщеря на княз Геза Унгарски. Фроца е сестра на унгарския крал Петер Орсеоло. По бащина линия той е внук на Леополд I († 994), първият маркграф на Остаричи.

## Управление
Той наследява баща си и по-големия си брат Леополд, тъй като последния умира през 1043 г. като току-що въздигнат маркграф на Унгарската марка.
Ернст започва война с унгарците и обединява Бохемската марка (marchia bohemica) с Унгарската марка (или „Ноймарк“) и Австрийската марка. По неговото време започва колонизацията на гористата област Валдфиртел от министериалския австрийски род Кюнринги.
В началото на борбата за инвеститурата Ернст е на страната на германския император Хайнрих IV и е тежко ранен в битката със саксонските херцози при манастира Хомбург на река Унструт (9 юни 1075). На другия ден Ернст умира от раните си.

## Бракове и деца
Първи брак: през 1060 г. с Аделхайд от Айленбург (* ок. 1041; † 26 януари 1071), дъщеря на Дедо I (II) от Майсен, маркграф на Марка Лужица, от род Ветини и Ода от род Билунги. С нея той има децата:
- Леополд II (* 1050, † 12 октомври 1095) – от 1075 г. 5-и маркграф на Австрия, ∞ Ида (от графство Формбах-Рателнберг), вдовица на Хадерих (от Шварценбург)?
- Юстиция († мд. 1120/1122), омъжена за граф Ото II фон Волфратсхаузен († 24 април 1122)
- Адалберт фон Пернег, граф на Боген († 1110)

Втори брак: през 1072 г. със Сванхилда († 1120), дъщеря на граф Зигхард VII (Сицо, † 5 юли 1044) от Унгарската марка от род Зигхардинги и на Пилихилд от Андекс († 23 октомври 1075). Сванхилда е по майчина линия внучка на баварския пфалцграф Хартвиг II от род Арибони. Този брак остава бездетен.